# Anterrieux
Anterrieux é uma comuna francesa na região administrativa de Auvérnia-Ródano-Alpes, no departamento de Cantal. Estende-se por uma área de 15,5 km². Em 2010 a comuna tinha 129 habitantes (densidade: 8,3 hab./km²).